# Выборы губернатора Волгоградской области (2014)
Досрочные выборы губернатора Волгоградской области состоялись в единый день голосования 14 сентября 2014 года, одновременно с выборами депутатов областной думы.
На 1 января 2014 года в Волгоградской области было зарегистрировано 1 956 225 избирателей (в 2013 — 1 959 477).

## Предшествующие события
С января 2010 по январь 2012 года администрацию Волгоградской области возглавлял Анатолий Бровко. 17 января 2012 года президент Дмитрий Медведев досрочно прекратил его полномочия. Временно исполняющим обязанности он назначил бывшего мэра Астрахани Сергея Боженова. 2 февраля 2012 года решением депутатов Волгоградской областной Думы Боженов был наделён полномочиями главы администрации Волгоградской области. Вскоре после назначения Сергея Боженова на пост главы администрации области произошла смена названий органов исполнительной власти в области: глава администрации переименован в губернатора, а администрация — в правительство; появилась должность председателя правительства.
В мае 2012 года по инициативе президента России Дмитрия Медведева был принят федеральный закон, предусматривающий возвращение прямых выборов глав регионов. Закон вступил в силу 1 июня 2012 года.
В октябре и декабре 2013 года в Волгограде были совершены три террористических акта (автобус, вокзал и троллейбус).
2 апреля 2014 года президент Владимир Путин досрочно прекратил губернаторские полномочия Боженова (срок истекал в феврале 2017). Временно исполняющим обязанности он назначил бывшего заместителя губернатора Брянской области и депутата Госдумы от «Единой России» Андрея Бочарова. В этом статусе Бочаров будет находиться до избрания нового губернатора на досрочных выборах. В соответствии с принятыми в 2012 году поправками в закон о выборах, с 2013 года все региональные выборы проводятся в один день — второе воскресенье сентября. Таким образом Волгоградская областная дума могла назначить досрочные выборы лишь на ближайший единый день голосования 14 сентября 2014 года.

## Выдвижение
- с 11 июня по 6 июля — выдвижение кандидатов
- с 10 июля по 30 июля — период сбора подписей муниципальных депутатов и регистрации заявлений кандидатов в избирательной комиссии

### Право выдвижения кандидатов
Губернатором может быть избран гражданин Российской Федерации, достигший возраста 30 лет.
В Волгоградской области кандидаты выдвигаются только политическими партиями, имеющими в соответствии с федеральными законами право участвовать в выборах. При этом кандидатам не обязательно быть членом какой-либо партии.
С июня 2013 года кандидат в губернаторы области обязан также представить в избирком письменное уведомление о том, что он не имеет счетов (вкладов), не хранит наличные денежные средства и ценности в иностранных банках.

### Муниципальный фильтр
1 июня 2012 года вступил в силу закон, вернувший прямые выборы глав субъектов Российской Федерации. Однако был введён так называемый муниципальный фильтр. Всем кандидатам на должность главы субъекта РФ (как выдвигаемых партиями, так и самовыдвиженцам), согласно закону, требуется собрать в свою поддержку от 5 % до 10 % подписей от общего числа муниципальных депутатов и избранных на выборах глав муниципальных образований, в числе которых должно быть от 5 до 10 депутатов представительных органов муниципальных районов и городских округов и избранных на выборах глав муниципальных районов и городских округов. Муниципальным депутатам представлено право поддержать только одного кандидата.
В Волгоградской области кандидаты должны собрать подписи муниципальных депутатов в количестве 5 % от общего числа, при этом депутаты должны представлять 3/4 округов. Каждый депутат имеет право подписаться только за одного кандидата и права отзыва своей подписи не имеет. Все подписные листы должны быть нотариально заверены.
6 июня 2014 года областной избирком опубликовал расчёт количества необходимых подписей. Так кандидат должен собрать от 266 до 279 подписей, среди которых 37 подписей (5 %) должны быть от депутатов районных советов или глав районов и городских округов. При этом подписи должны быть собраны не менее чем в 29 муниципальных районах и городских округах (3/4 от всех 38 муниципалитетов). Подписи должны быть представлены в избирком со всеми документами не позднее 30 июля.

### Регистрация
31 июля 20 июля избирательная комиссия зарегистрировала Олега Михеева (Справедливая Россия), Дмитрия Литвинцева (ЛДПР) и Олега Булаева (КПСС). 1 августа был зарегистрирован Андрей Бочаров (Единая Россия). В волгоградском облизбиркоме отметили, что все четыре кандидата представили правильно оформленные подписные листы, и никаких ошибок обнаружено не было.

## Кандидаты
Кандидатов на выборах губернатора выдвинули 5 партий.
| Кандидат          | Должность (на момент выдвижения)       | Партия                                            | Статус                 |
| ----------------- | -------------------------------------- | ------------------------------------------------- | ---------------------- |
| Андрей Бочаров    | врио губернатора Волгоградской области | Единая Россия                                     | зарегистрирован        |
| Олег Булаев       | секретарь центрального комитета партии | Коммунистическая партия социальной справедливости | зарегистрирован        |
| Дмитрий Литвинцев | депутат Госдумы                        | ЛДПР                                              | зарегистрирован        |
| Алексей Медведев  | временно не работающий                 | Коммунисты России                                 | отказано в регистрации |
| Олег Михеев       | депутат Госдумы                        | Справедливая Россия                               | зарегистрирован        |

28 июня областной обком КПРФ выдвинул кандидатом депутата Госдумы от КПРФ Николая Паршина. Однако 1 июля генеральный прокурор РФ Юрий Чайка обратился в Госдуму с представлением о лишении депутата Паршина неприкосновенности, поскольку его подозревают в мошенничестве. После этого Паршин отказался от участия в выборах, а Госдума лишила его неприкосновенности.
Волгоградское отделение партии «Яблоко» не выдвинуло кандидатуру на пост губернатора, сославшись на несогласие с действующим выборным законодательством.